# Dhiddhoo (Alif Dhaal)
Pour les articles homonymes, voir Dhiddhoo.
Dhidhdhoo (ou Dhiddhoo) est une petite île habitée des Maldives. Ses habitants sont réputés avoir la peau claire. Selon la légende, un navire français s'y serait anciennement échoué et certains de ses marins y seraient restés.

## Géographie
Dhidhdhoo est située dans le centre des Maldives, dans le Sud de l'atoll Ari, dans la subdivision de Alif Dhaal. 